# Acanthocyclus hassleri
Acanthocyclus hassleri is een krabbensoort uit de familie van de Belliidae. De wetenschappelijke naam van de soort is voor het eerst geldig gepubliceerd in 1898 door Rathbun.